# 浪打駅
浪打駅（なみうちえき）は、かつて青森県青森市造道字浪打にあった日本国有鉄道（国鉄）東北本線の駅（廃駅）である。複線電化に伴う青森市内での東北本線ルート変更に伴い1968年（昭和43年）7月21日に廃止となった。

## 歴史
- 1891年（明治24年）9月1日：日本鉄道線（のちの東北本線）が開通。青森駅設置にあたり、当駅付近を青森駅候補地として誘致をすすめる運動もあったが、実現しなかった。
- 1905年（明治38年）7月1日：貨物駅の、練兵場前軍用停車場が開業。青森第5連隊の演習場を発着する貨物のみを取り扱った。同年11月1日廃止。
- 1924年（大正13年）1月15日：浪打駅開業[1]。旅客駅[1]。（同日および翌日付東奥日報による。）
- 1940年（昭和15年）8月1日：貨物の取扱を開始（一般駅となる）[1]。
- 1944年（昭和19年）
  - 6月15日：太平洋戦争の戦況の悪化に伴い、北海道からの石炭の荷揚場が現在の港町2丁目の堤川の堤防付近に作られ、そこに貨物駅の堤川駅が開業。当駅から堤川駅までの支線が開通[3]。
  - 8月15日-11月18日 - 青森県立青森第二工業学校（現在の青森県立青森商業高等学校）の4年生が、西平内駅から当駅までの鉄道工事に学徒勤労動員する。
- 1946年（昭和21年）10月20日：堤川駅廃止[4]。
- 1951年（昭和26年）10月12日：青森市交通部の事務所・車庫が駅前に移転。
- 1956年（昭和31年）7月31日：青森市交通部の車庫が青森市造道字磯野に移転。
- 1968年（昭和43年）7月21日：東北本線の南方への大幅なルート変更に伴い、隣の浦町駅とともに廃止[1]。新しく東青森駅が開業する。跡地は国道4号のほか、商店などの用地に利用されている。

## 駅構造
駅入口の奥に改札口があり、その奥の階段を上ると跨線橋があるという比較的単純な構造であった。

## 当時の駅周辺
- 合浦公園
  - 現在でも桜の名所で、海水浴場が開かれる。この駅が設置された理由の一つは、この公園利用者の便宜をはかることであった。公園内には青森市営野球場もある。
- 練兵町（現在の浪打1・2丁目）
  - 駅の南西にあった青森第五連隊の練兵場跡地が払い下げられ、昭和初期に住宅地として開発された。現在、浪打1丁目付近には旧町名「練兵町」を示す標柱が建てられている。
- 青森県立青森中学校
  - 青森空襲の際に校舎が焼失。戦後、青森市筒井に移転している。現在の県立青森高校。跡地は青森市営野球場。
- 青森競輪場
  - 合浦公園敷地内に1950年からあった。現在は青森市新城地区に移転している。跡地は多目的グラウンドとして使用されている。
- 青森県立青森商業高等学校
  - 現在は、青森市東造道に移転している。跡地は青森市民体育館。
- 青森市立第一高等学校
  - 現在の青森北高校。青森市油川に移転している。跡地は青森市立浪打中学校の敷地の一部となる。
- 青森明の星高等学校

### バス路線
- 浪打駅前バス停があり、青森市営バス・国鉄バス（現在のJRバス東北）・弘南バスをはじめ、下北バス（現・下北交通）・十和田観光電鉄が停車した。駅の廃止後、バス停の名称は、合浦二丁目に変わり、現在は岡造道一丁目となっている（下北交通は合浦公園口）。ただし、青森県立中央病院方面に向かう便の大半については、岡造道一丁目ではなく、国道4号（青森東バイパス）上の造道バス停に停車する。

## 駅跡地
浪打交番向かいが駅舎のおおよその位置である。跡地は、国道4号青森東バイパスとなっているほか、商店の用地として使われている。敷地が広かったため、現在も跡地付近に限っては東バイパス沿いの商店の駐車場は広くなっている。かつてここには、付近の合浦公園にあった競輪場利用者のための駐車場が設けられていたこともある。
近くにある青森市佃の鉄道官舎はルート変更後も残されたが、次第に減少していき、2002年ごろにすべて解体された。

## その他
1964年（同年10月のダイヤ改正前）の時点で、上りの盛岡駅行き準急「しもきた」が当駅に停車していた。

## 隣の駅
日本国有鉄道
東北本線
野内駅 - 浪打駅 - 浦町駅
運輸省
東北本線貨物支線（通称堤川線）
浪打駅 - 堤川駅